# Micos
|  | Per a altres significats, vegeu «Mico (gènere)». |

Un mico és un simi de cua llarga. Cal tenir present, però, que -per més que popularment sovint s'anomena «mico» qualsevol primat hominoïdeu (ximpanzés, bonobos, goril·les, orangutans i gibons)- aquests no són micos, puix que no tenen cua. Tampoc no és escaient d'aplicar aquesta denominació als primats de cua curta o cercopitecs, als quals escau més la denominació popular de mones.

## Característiques principals
Els micos són àgils grimpant entre els arbres. Com a adaptacions a la vida arborícola, tenen els ulls en posició frontal i les mans i els peus prènsils.

## Biologia
Principalment mengen fruita i llavors. Viuen només a l'Àfrica, l'Àsia i Amèrica.

## Taxonomia
El terme «mico» no s'usa en taxonomia, car, com que no inclou la família Hominidae, seria parafilètic.
Infraordre Simiiformes
- Parvordre Platyrrhini: micos del Nou Món
  - Família Cebidae: caputxins i mones esquirol (56 espècies)
  - Família Aotidae: mones de nit (7 espècies)
  - Família Pitheciidae: titís, saquis i uacaris (43 espècies)
  - Família Atelidae: aluates, mones aranya i mones llanoses (24 espècies)
- Parvordre Catarrhini
  - Superfamília Cercopithecoidea
    - Família Cercopithecidae: micos del Vell Món (135 espècies)

## Aspectes culturals
En les representacions catòliques de l'edat mitjana, el mico encarnava el mal i era una caricatura grotesca de l'home.